# Profos

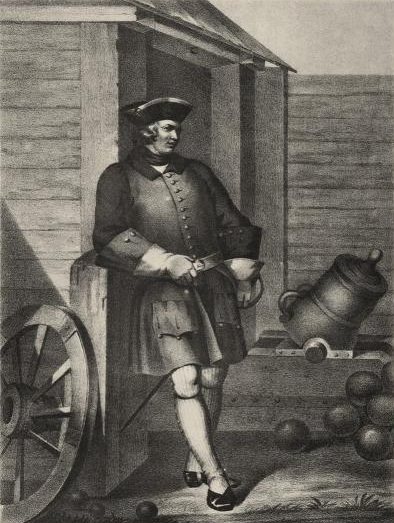
Profos na rycinie z XVIII wieku

Profos – podoficer aresztu wojskowego. Przeważnie odpowiedzialny jedynie za sprawy gospodarcze i administracyjne. Bieżący nadzór pełni dowódca warty.
Instrukcja dla personelu więzień karnych i więzień śledczych z 1919 roku,  definiuje profosów jako osoby czuwające w więzieniu nad należytym wykonaniem przepisów organizacji wewnętrznej przez kluczników i straż więzienną.